# Indische Cricket-Nationalmannschaft in Irland in der Saison 2018
Die Tour der indischen Cricket-Nationalmannschaft nach Irland in der Saison 2018 fand vom 27. bis zum 29. Juni 2018 in Irland statt. Die internationale Cricket-Tour ist Bestandteil der Internationalen Cricket-Saison 2018 und umfasste zwei Twenty20s. Indien gewann die Serie 2–0.

## Vorgeschichte
Irland spielte zuvor ein Drei-Nationenturnier in den Niederlanden, Indien einen Test gegen Afghanistan. Es ist die erste Tour Indiens gegen Irland seit dem Irland Vollmitglied des International Cricket Council ist. Das letzte Auftreten Indiens in Irland, was zumeist bisher als Tour Matches in Rahmen von Touren in England erfolgte, fand beim Future Cup 2007 statt.

## Stadion
Das folgende Stadien wurde für die Tour als Austragungsort vorgesehen und am 21. November 2017 bekanntgegeben.
| Stadion                      | Stadt    | Kapazität | Spiele      |
| ---------------------------- | -------- | --------- | ----------- |
| Malahide Cricket Club Ground | Malahide | 11.500    | 1. & 2. T20 |

## Kaderlisten
Indien benannte seinen Kader am 8. Mai 2018.
Irland benannte seinen Kader am 22. Juni 2018.
| Twenty20 | Twenty20 |
| Irland | Indien |
| --- | --- |
| - Gary Wilson (K, wk) - Andrew Balbirnie - Peter Chase - George Dockrell - Josh Little - Andy McBrine - Kevin O’Brien - William Porterfield - Stuart Poynter (wk) - Boyd Rankin - James Shannon - Simi Singh - Paul Stirling - Stuart Thompson | - Virat Kohli (K) - Jasprit Bumrah - Yuzvendra Chahal - Shikhar Dhawan - MS Dhoni (wk) - Dinesh Karthik - Siddarth Kaul - Bhuvneshwar Kumar - Manish Pandey - Hardik Pandya - KL Rahul - Suresh Raina - Rohit Sharma - Washington Sundar - Kuldeep Yadav - Umesh Yadav |

## Twenty20 Internationals

### Erstes Twenty20 in Malahide
| 27. Juni Scorecard | Malahide | Indien 208-5 (20)          | – | Irland 132-9 (20) |
|                    |          | Indien gewinnt mit 76 Runs |   |                   |

### Zweites Twenty20 in Malahide
| 29. Juni Scorecard | Malahide | Indien 213-4 (20)           | – | Irland 70 (12.3) |
|                    |          | Indien gewinnt mit 143 Runs |   |                  |